# Kome
Kome – miasto w południowym Iranie, w ostanie Isfahan. W 2006 roku miasto liczyło 2305 osób w 551 rodzinach.